# Goos
Goos är en kommun i departementet Landes i regionen Nouvelle-Aquitaine i sydvästra Frankrike. Kommunen ligger i kantonen Montfort-en-Chalosse som tillhör arrondissementet Dax. År 2022 hade Goos 530 invånare.

## Befolkningsutveckling
Antalet invånare i kommunen Goos
Referens:INSEE